# فاضل اتراچالی
فاضل اتراچالی (زاده ۹ فروردین ۱۳۷۱؛ محمد آباد، گرگان) بازیکن کبدی اهل ایران است که در تیم کبدی پونری پالتان در لیگ پرو کبدی هند و تیم ملی کبدی مردان ایران مشغول فعالیت است. 
اتراچالی یکی از موفق ترین بازیکنان خارجی تاریخ لیگ پرو کبدی است و در حال حاضر تنها بازیکن خارجی است که در بین 10 رکورددار بیشترین تکل منجر به امتیاز تاریخ لیگ قرار گرفته است.در چهارمین دوره لیگ پروکبدی برنده جایزه بهترین مدافع فصل شد. او پردرآمدترین بازیکن خارجی لیگ پرو کبدی است.او با آمار ۴۸۶ تکل منجر به امتیاز پر امتیاز ترین مدافع  در لیگ پروکبدی است.او یکی از موفق ترین کاپیتان تاریخ PKL است. او و منجیت چیلار تنها مدافعان حاضر در PKL هستند که دوبار برنده عنوان بهترین مدافع لیگ شده اند.

## آمار[۲]

### فصل دوم
اتراچالی اولین بازی خود را درلیگ در پیروزی ۲۹-۲۵ دربرابر دابانگ دهلی در حیدرآباد انجام داد، جایی که او دو تکل منجر به امتیاز ثبت کرد. او در دومین بازی خود، در پیروزی ۳۹-۳۴ تیمش، در برابر پونری پالتان، هفت امتیاز به دست آورد . اتراچالی پنج بازی برای یومومبا انجام داد و دوازده امتیاز به دست آورد.
مدیران یومومبا در پایان فصل،قرارداد اورا یک فصل دیگر تمدید کردند.

### فصل سوم
اتراچالی درفصل سوم لیگ،حضور پررنگتری در ترکیب تیمش داشت.اودرفصل سوم،برای این تیم ۱۱بازی انجام دادو ۳۳امتیاز به دست آورد(۳۲امتیازدرتکل ویک امتیاز درحمله).او توانست آمار ۵۰درصد تکل موفق راثبت کرد و دومین مدافع برترتیمش درآن فصل بود.
اودرفصل بعد،به تیم پاتنا پیراتس پیوست.

### فصل چهارم
اتراچالی در فصل چهارم به پاتنا پیراتس پیوست و به یکی از بهترین مدافعان لیگ تبدیل شد. او فصل را با 52 امتیاز در 16 مسابقه(که شامل چهار های فایو و هفت  سوپر تکل بود)به‌عنوان برترین مدافع  امتیازآور لیگ به اتمام رساند.اودر فصل چهارم توانست عنوان قهرمانی لیگ رابا این تیم به دست آورد خود او نیز عنوان بهترین مدافع را به دست آورد.
اتراچالی پس از یک سال حضور در این تیم به گجرات فورچون جاینتس پیوست.

### فصل پنجم
اودرفصل پنجم به عنوان مدافع گوشه چپ به گجرات فورچون جاینتس پیوست و به درخشش درلیگ ادامه داد.او آمار ۵۷ امتیاز تکل(پنج های فایو و سه سوپر تکل)با میانگین ۵۷/۵۷ درصد موفقیت تکل را در ۲۴ مسابقه ثبت کرد. او به همراه گجرات به فینال لیگ رسید،اما دربرابر تیم پاتنا پیراتس شکست خوردند.
اتراچالی پس از یک فصل حضور در این تیم،دوباره به تیم یومومبا بازگشت.

### فصل ششم
اتراچالی در فصل ششم دوباره به تیم سابقش،یومومبا بازگشت و به عنوان کاپیتان تیم انتخاب شد.
اتراچالی در تمام ۲۳ مسابقه تیمش حضور داشت و توانست ۸۳امتیاز(۶های فایو و سه سوپرتکل)را به دست آورد.
او در پایان فصل،بعداز نیتش کومار و پاروش بینسوال به عنوان سومین مدافع مسابقات تبدیل شد.
درخشش فاضل درلیگ باعث شد تا مدیران یومومبا قرارداد اورا یک فصل دیگر به عنوان کاپیتان تیم تمدید کند.

### فصل هفتم
فاضل درفصل هفتم نیز به عنوان کاپیتان دریومومبا حضور داشت.اوتوانست به همراه تیمش به نیمه‌نهایی رقابت ها برسد اما به تیم بنگال واریرز نتیجه را واگذار کردند و از صعود به فینال بازماند.
البته اتراچالی فصل خوبی را پشت سر گذاشت وبا ۸۲ تکل موفق توانست عنوان بهترین مدافع لیگ را به دست آورد.او پس از فصل چهارم،برای دومین بار به این عنوان رسید.
بهترین عملکرد او در این فصل،دربرابر هاریانا استیلرز رقم خورد؛جایی که توانست هشت تکل موفق رابه ثبت برساند.
ادامه عملکرد درخشان فاضل دریومومبا،باعث شد این بازیکن برای فصل آینده در این تیم بماند.

### فصل هشتم
اتراچالی در سومین فصل حضورش دریومومبا،برخلاف دوفصل قبل عملکرد ضعیفی داشت.اودرتمام ۲۲بازی مرحله گروهی لیگ،حضور داشت و تنها ۵۱امتیاز گرفت.هرچند یومومبا هم درلیگ نتیجه خوبی نگرفت و در پایان مرحله گروهی،دربین دوازده تیم حاضر در رده دهم قرار گرفت.
فاضل در پایان آن فصل،به تیم پونری پالتان پیوست وهم تیمی معین نبی بخش شد.

### فصل نهم
اتراچالی در آخرین جاری لیگ، به پونری پالتان نقل مکان کرد تا تجربه جدیدی را کسب کند.اودر این فصل برای پونری،۲۱بازی انجام دادو توانست ۵۶امتیاز برای این تیم بگیرد.این آمار بدترین آمار فاضل از زمان دوازده تیمی شدن رقابت ها بعد ازفصل هشتم(۵۱امتیاز در۲۲بازی) بود.

### مجموع
اودر مجموع ۱۴۶بازی در پرو کبدی،۴۲۷ امتیاز برای تیم هایش به دست آورده.از این تعداد امتیاز،۲۶۲ امتیاز را برای یومومبا به دست آورده است ویکی از برترین مدافعان این تیم محسوب میگردد.

## افتخارات
بازیهای آسیایی
- نایب قهرمانی بازی های آسیایی

گوانگژو چین ۲۰۱۰
اینچئون کره جنوبی ۲۰۱۴
هانگژو چین ۲۰۲۳
قهرمانی در بازی‌های آسیایی کبدی در بازی‌های آسیایی ۲۰۱۸
جام جهانی کبدی
- نایب قهرمانی جام جهانی کبدی هند ۲۰۱۶

نائب قهرمانی المپیک داخل سالن کره جنوبی ۲۰۱۳
قهرمانی باشگاه های آسیاساحلی ۲۰۱۱ 
پروکبدی:
- قهرمانی بایومومبا(۲۰۱۵)
- قهرمانی باپاتنا پیراتس(۲۰۱۶)

نائب قهرمانی با تیم یوموبا ۲۰۱۶
نائب قهرمانی با تیم گوجرات ۲۰۱۷
نائب قهرمانی با تیم پونری پالتان ۲۰۲۲
افتخارات فردی
- بهترین مدافع جهان  پروکبدی(۲۰۱۴و۲۰۱۷)